# Комовики
Комовики (бел. камякі) — блюдо белорусской кухни.

## Приготовление
Блюдо готовили из измельчённого отварного толчёного картофеля, размешанного с добавлением яиц, муки и соли в тягучую массу, которую формовали и запекали:
- в комках без начинки[1];
- в виде пирожков с начинкой из фасоли, пшённой или рисовой каши[3][2].

Готовые комовики подавали горячими, полив их маслом.
Блюдо подавали со сметаной. Также существует разновидность комовиков из гороха или бобов.
Гороховые комы. Из сильно разваренного гороха толкут пюре, добавляют соль, специи, жир, иногда пассерованный лук, смазывают растительным маслом или топлёным жиром — и потом либо запекают в печи, либо жарят на сковороде.

## Значение
Блюдо считается повседневным, а также обрядовым. Оно распространено по всей территории Беларуси.
Комы из гороха (гороховой каши) были обрядовым блюдом праздника Комоедица (бел. Камаедзіца), название которого происходит от слова комы. Этот белорусский народный праздник был связан со сменой сезона с зимы на весну. Письменно зафиксированный в конце XIX века в окрестностях Бегомля и сохранявшийся до первой половины 20 века, этот праздник 25 марта (6 апреля) был посвящён пробуждению медведя от зимней спячки. Во время празднования подавались блюда: сушеный репник или ячменная каша без соли, овсяный кисель и, главное блюдо, комы из гороховой каши.

## В кухне различных стран
Блюдо «комы» упоминается в белорусской, украинской и польской кухнях.